# 나네트 스트레이쳐

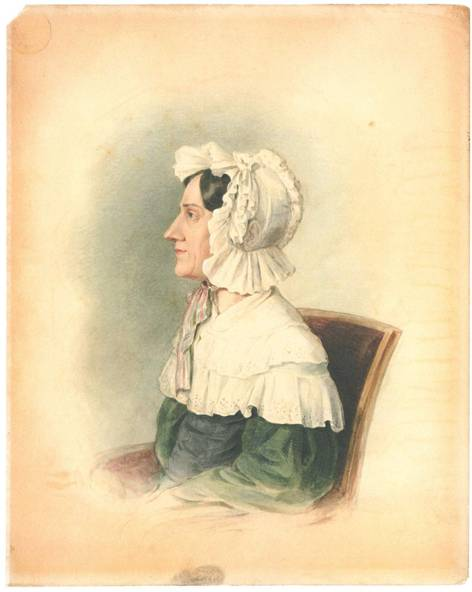

나네트 스트레이쳐(née Anna-Maria Stein, 1769년 1월 2일, 아우크스부르크 – 1833년 1월 16일, 비엔나)는 독일의 피아노 제작자, 작곡가, 음악교육자 및 작가였다.
나네트는 중요한 피아노 제작 왕조의 창시자 인 아우크스부르크 (1728–1792)의 오르간 겸 피아노 제작자 요한 안드레아스 스타인의 여섯 번째 자녀였다. 그녀는 1790년에 아버지의 회사를 이끌었다. 나네트는 음악가 요한 안드레아스 스트라이처(1761–1833)와 결혼하여 1794년에 그와 함께 비엔나로 이사했다. 처음에 그녀는 Geschwister 스타이라는 비즈니스 이름으로 16세의 남동생 마티아스 안드레아스 스타 인 (1776-1842)과 파트너 관계를 맺었다. 1802년 가을에 형제들은 헤어지고 나네트는 그녀의 악기 나네트 스트레이쳐 노나 스타을 빈에 새겼다. 나네트는 루트비히 판 베토벤의 절친한 친구였으며, 악기 중 하나도 가지고 있었다. 나네트가 아들 요한 침례교 스트라이처밑에서 사망하고 1871년 그의 아들 에밀 밑에서 사망한 후에도 회사는 계속되었다.